# Мищенко, Олег Владимирович
Оле́г Влади́мирович Ми́щенко (укр. Олег Володимирович Міщенко; 10 октября 1989, Пархомовка, УССР, СССР) — украинский футболист, полузащитник.

## Биография

### Клубная карьера
В ДЮФЛ выступал за «Динамо» (Киев). Во Второй лиге за «Динамо-3» дебютировал 9 мая 2006 года в матче против житомирского «Житычи» (0:0). В «Динамо-2» в Первой лиге дебютировал 27 июля 2006 года в матче против черниговской «Десны» (1:1).
Зимой 2008 года перешёл в донецкий «Металлург». В 2008 году находился в аренде в алчевской «Стали». В Премьер-лиге дебютировал 2 мая 2009 года в матче против днепропетровского «Днепра» (1:1).
В августе 2009 года находился на просмотре в итальянской «Роме». Он принял участие в товарищеском матче против команды из ОАЭ, «Аль-Шабаб». В 2011 году прибыл на просмотр в алчевскую «Сталь».
С лета 2013 года выступал за «Ворсклу», всего провёл за неё 44 матча и забил 7 мячей в Премьер-лиге и 2 встречи сыграл в Кубке Украины, после чего в начале декабря 2015 года покинул клуб.
В 2016 году перешёл в российский «Амкар», за который провёл одну игру — 12 мая в гостевом матче 28 тура против «Терека» вышел после перерыва, заменив травмированного Александра Прудникова. Первую половину сезона 2016/17 провёл в аренде в украинском клубе первой лиги «Ильичёвец». По окончании сезона покинул «Амкар».

### Карьера в сборной
Выступал за юношеские сборные Украины разных возрастов.

## Достижения
- Финалист Кубка Украины (1): 2011/12

## Статистика
| Сезон   | Клуб               | Лига        | Чемпионат | Чемпионат | Кубок | Кубок | Дубль | Дубль | Еврокубки | Еврокубки |
| Сезон   | Клуб               | Лига        | Игры      | Голы      | Игры  | Голы  | Игры  | Голы  | Игры      | Голы      |
| ------- | ------------------ | ----------- | --------- | --------- | ----- | ----- | ----- | ----- | --------- | --------- |
| 2005/06 | Динамо-3           | Вторая лига | 3         | 0         | —     | —     | —     | —     | —         | —         |
| 2006/07 | Динамо-2           | Первая лига | 12        | 0         | —     | —     | —     | —     | —         | —         |
| 2006/07 | Динамо (Киев)      | Высшая лига | 0         | 0         | 0     | 0     | 8     | 1     | 0         | 0         |
| 2007/08 | Динамо-2           | Первая лига | 1         | 0         | —     | —     | —     | —     | —         | —         |
| 2007/08 | Динамо (Киев)      | Высшая лига | 0         | 0         | 0     | 0     | 3     | 1     | 0         | 0         |
| 2007/08 | Металлург (Донецк) | Высшая лига | 0         | 0         | 0     | 0     | 12    | 7     | —         | —         |
| 2008/09 | Сталь (Алчевск)    | Первая лига | 17        | 3         | 4     | 1     | —     | —     | —         | —         |
| 2008/09 | Металлург (Донецк) | Высшая лига | 2         | 0         | 0     | 0     | 10    | 3     | —         | —         |
| 2009/10 | Металлург (Донецк) | Высшая лига | 0         | 0         | 0     | 0     | 0     | 0     | 0         | 0         |